# Gaby Taylor
Gaby Taylor  (Tetuán, n. 9 de febrero de 1967) es una escritora española de novela erótica y romántica.

## Biografía
Hija de un consignatario de buques marbellí, nace en Tetuán en un viaje familiar, pero reside entre en Marbella y El Puerto de Santa María, dónde se instaló tras su matrimonio, en el que ha tenido dos hijos. Estudió Geografía e Historia en la Universidad de Cádiz. Durante 15 años trabajó como delegada comercial en una empresa de joyería antes de publicar su primera novela, Siempre Juntos.

## Obras
Su obra se caracteriza por un ritmo rápido y muy visual, que aúna una amplia documentación histórica y cultural de los lugares que recrea en sus libros, con la creación de personajes profundos y realistas. Aunque sus obras se califican como eróticas, por el alto contenido sexual que tienen sus primeros libros, se adentran en la intriga política y familiar creándose una ambientación cuidada y una trama que va vas allá de las meras relaciones intimas de sus protagonistas.
- Siempre Juntos, (Kaizen Editores, 2019)[6]
- Confianza Ciega, (Kaizen Editores, 2020)[7]
- Unidos por el pasado, (Kaizen Editores)[8][9]